# Billsta
Billsta è un'area urbana della Svezia situata nel comune di Örnsköldsvik, contea di Västernorrland.
La popolazione rilevata nel censimento 2010 era di 361 abitanti .